# Stipica Grgat
Stipica Grgat, hrvatski franjevac provincije Presvetog Otkupitelja, glazbeni pedagog, crkveni glazbenik i skladatelj crkvene glazbe, skupljač glazbenog narodnog blaga, rodom iz Otoka u Cetinskoj krajini. Svira hrvatska narodna glazbala: gusle, diple, piske i mišinu.
Profesor je glazbe na Franjevačkoj klasičnoj gimnaziji u Sinju i voditelj je Zbora crkve Gospe od Zdravlja u Splitu.
Nakon odlaska fra Stanka Romca koji je od 1952. vodio župski mješoviti zbor, dječji zbor i VIS Gospa od Zdravlja, preuzeli su ih orguljašica s. Zorislava Radić i fra Stipica. 
Slijedeći pravila svetoga Franje i vodeći se za njegovom Gdje je tuga i nesloga, daj da tu nosim radost i jedinstvo, časna sestra Zorislava Radić i fra Stipica Grgat 1994. godine odlučili su pokrenuti mješoviti zbor mladih i komorni orkestar u svojoj župi, i do danas splitska župa Gospe od Zdravlja jedina je župa u Hrvatskoj koja ima svoj komorni orkestar. Repertoar ide od gregorijanskih korala, preko renesanse, baroka i romantizma do najsuvremenijih autora. Od skromnih početaka tijekom 20 godina ostvatili su materijal za monografiju, a 2014. za 2013. godinu dobili su (zbor mladih i komorni orkestar) skupne nagrade Splitsko-dalmatinske županije i Grada Splita za unaprjeđenje zborskog pjevanja u Splitu i Splitsko-dalmatinskoj županiji. U najnovije vrijeme osnovan je u njegovoj župi ženski zbor nazvan 'Zbor majki' u kojemu djeluju majke naših mladih pjevača, dječjeg zbora i zbora mladih, pa tako danas u okviru crkve i samostana Gospe od Zdravlja djeluje šest glazbenih skupina: Mješoviti župski zbor, Mješoviti zbor mladih, Dječji zbor, Zbor majki, VIS Gospa od Zdravlja i Komorni orkestar.
Na redovitoj sjednici u Zagrebu, 30. siječnja 2015. Vijeće franjevačkih zajednica u Hrvatskoj i Bosni i Hercegovini pod predsjedavanjem fra Miljenka Šteke imenovalo je fra Stipicu Grgata pročelnikom Povjerenstva za Zlatnu harfu, a ostatak povjerenstva su članice: s. Slavica Kožul, s. Nedjeljka Milanović Litre, s. Lucijana Bobaš, s. Branka Čutura i s. Meri Bliznac.
Uglazbio je otpjevne psalme. Skladbe koje je kao nastavnik na Franjevačkoj klasičnoj gimnaziji u Sinju skladao za gimnazijski mješoviti zbor izašle su 2008. u zbirci Pod križem ova mladost. 2009. godine zbornika Kačić objavio mu je drugu zbirku skladba Jubilate Deo.
U skladanje se upustio zbog okolnosti u kojima se svaki zborovođa tijekom svoga rada nađe. Pojavljivale su se takve situacije kad zborovođi treba skladba takvoga i takvoga tipa, a ne možete je baš takvu naći u literaturi, pa je sam rješavao stvar.
Bavi se i prikupljanjem i zapisivanjem glazbene baštine. Objavio je i nekoliko knjiga. Dio je to poduzetog projekta Franjevačke provincije Presvetog Otkupitelja od 2008., kojim se pokušava prikupiti sve stare crkvene napjeve iz naših župa, stručno ih obraditi i tako ih oteti zaboravu. Poduet je u zadnji čas. Okupili su skupinu stručnjaka muzikologa, etnomuzikologa, znanstvenih dopisnika HAZU, crkvenih glazbenika, jezikoslovaca, kojima je povjerena ta zadaća, a fra Stipicu su izabrali za snimatelja, notografa i glavnog urednika, te istraživački odbor sastavljen od članova franjevaca glazbenika iz ove Provincije. Stari crkveni pučki napjevi malo pomalo su gubili svoju stoljetnu ulogu, pa su ubrzo dospjeli na rub liturgijskoga zbivanja, a zbog odredaba Drugoga vatikanskog koncila (1962. – 1965.) o liturgiji - koja je predmet prve koncilske konstitucije Sacrosanctum Concilium - kao i drugih postkoncilskih crkvenih dokumenata, napose onih o crkvenoj glazbi, zbog čega je došlo do korjenitih promjena koje su pogodile stare napjeve, pa su neki i nestali ustupajući mjesto novima. Zaprijetila je ozbiljna opasnost da staro duhovno glazbeno blago ne samo da otiđe u zaborav nego da potpuno iščezne kao da ga nikada nije ni bilo, čime bi zauvijek nestao i dio kulturnog naslijeđa hrvatskog naroda s ovoga prostora. Fra Stipica je među inicijatorima spašavanja ove baštine od zaborava. S tonskim snimateljem prošao je sve župe između Zrmanje i Neretve u kojima su franjevci stoljećima pastorizirali. Snimili su sve što je bilo moguće snimiti, a obilnost arsenala napjeva zapanjila je. Sve su snimili, zapisali u suvremeno notno pismo i stručno obradili po najnovijim muzikološkim znanstvenim metodama. Zapisani su napjevi misa, za službu riječi, euharistijske pjesme, pjesme božićnog vremena, korizmene napjeve, napjeve Velikog tjedna, napjeve za slavljenje pojedinih svetaca, sprovodne napjeve, hvalospjeve na kraju misa i druge. Do danas objavljena su dva sveska Tradicijskoga crkvenog pučkog pjevanja u Franjevačkoj provinciji Presvetog Otkupitelja. Treći će uključiti i već zapisano od Božidara Širole i Stjepana Stepanova.
Nastupio je na Splitskom festivalu 1992. pjesmom Želja (M.Kraljević-B.Vuleta-R.Kazinoti), sastav Ujaci.
S Oliverom Dragojevićem u duetu pjeva Kako da te ne volim moj Isuse. Dirigent Mješovitog zbora mladih župe Gospe od Zdravlja, Split na albumu Pjevajte Gospodinu (2007.).

## Vanjske poveznice
- Projekt Sakralna Glazba